# Norwegischer Fußballpokal der Männer 1949
Der norwegische Fußballpokal 1949 (kurz auch NM-Cup 1949 genannt) war die 44. Austragung des Fußballpokalwettbewerbs der Männer. Pokalsieger wurde Titelverteidiger Sarpsborg FK. Das Team setzte sich im Finale gegen Skeid Oslo durch.

## 1. Runde
| Datum      |                        | Ergebnis  |                       |
| ---------- | ---------------------- | --------- | --------------------- |
| 26.06.1949 | Asker SK               | 7:2       | Rygge IL              |
|            | SK Baune               | 1:2       | SK Hardy              |
|            | IF Birkebeineren       | 3:2       | Storms BK             |
|            | IF Borg                | 1:0       | Herkules IF           |
|            | SK Brage               | 1:2       | SK Falken             |
|            | Brann Bergen           | 4:1       | Os TF                 |
|            | Brevik IL              | 0:4       | Larvik Turn           |
|            | IL Brodd               | 0:2       | Nærbø IL              |
|            | Brumunddal IL          | 1:5       | FK Fremad Lillehammer |
|            | Clausenengen FK        | 3:2       | IL Nordlandet         |
|            | SK Djerv 1919          | 1:1 n. V. | Nordnes IL            |
|            | Drammens BK            | 2:1       | Nydalens SK           |
|            | Eik IF                 | 0:2       | SBK Drafn             |
|            | SK Falk Horten         | 1:6       | Sarpsborg FK          |
|            | Fram Larvik            | 5:0       | IK Grane Arendal      |
|            | Fredensborg SBK        | 1:6       | FK Ørn                |
|            | Fredrikstad FK         | 7:0       | Tofte IL              |
|            | SK Freidig             | 1:0       | Nidar IL              |
|            | Geithus IL             | 5:1       | Raufoss IL            |
|            | SK Gjøa                | 1:2       | Mjøndalen IF          |
|            | FK Gjøvik Lyn          | 8:1       | Bøverbru IL           |
|            | Hamar IL               | 4:2       | Hof IL                |
|            | FK Jerv                | 2:0       | FK Donn               |
|            | Jevnaker IF            | 4:0       | Lillestrøm SK         |
|            | Kapp IF                | 5:0       | SK Vard Haugesund     |
|            | Kjelsås IL             | 2:0       | SK Rapid Moss         |
|            | Klepp IL               | 1:1 n. V. | Flekkefjord FK        |
|            | Kongsberg IF           | 3:0       | Tollnes BK            |
|            | SK Lillestrøm/Fram     | 2:0       | Ham-Kam               |
|            | SFK Lyn Oslo           | 4:1 n. V. | Askim FK              |
|            | FK Mandalskameratene   | 0:2       | Viking Stavanger      |
|            | SK Mesna               | 2:1       | SK Nationalkameratene |
|            | Molde FK               | 2:0       | Ørsta IL              |
|            | Moss FK                | 9:0       | Skotterud IL          |
|            | SK Nessegutten         | 6:2       | Rosenborg Trondheim   |
|            | Odds BK                | 2:0       | SK Strong             |
|            | IF Pors                | 1:2       | SK Stag               |
|            | Rakkestad IF           | 6:0       | Jordal IF             |
|            | Ranheim IL             | 8:0       | SK Wing               |
|            | SK Reidulf Oslo        | 0:3       | Lisleby FK            |
|            | Rjukan IL              | 3:1       | Ulefoss SF            |
|            | Sagene IF              | 3:2       | Strømmen IF           |
|            | Sandaker SFK           | 1:3       | Steinberg IF          |
|            | Sandefjord BK          | 6:0       | Slemmestad IF         |
|            | Selbak TIF             | 5:0       | Åsen SK               |
|            | Skiens BK              | 1:2       | IL Liull              |
|            | Skogn IL               | 0:3       | FK Kvik Trondheim     |
|            | Solberg SK             | 2:3       | SK Snøgg              |
|            | FK Sparta Sarpsborg    | 6:1       | Fet IL                |
|            | Stabæk IF              | 7:2       | Tønsbergs TF          |
|            | Start Kristiansand     | 2:3       | AIK Lund              |
|            | Stavanger IF           | 2:0       | SK Vard Haugesund     |
|            | Staal Jørpeland IL     | 1:5       | SK Ulf                |
|            | Torp IF                | 1:0       | Kvik Halden FK        |
|            | IF Tønsberg-Kameratene | 1:3       | Frigg Oslo FK         |
|            | Urædd FK               | 3:2       | IF Skiens-Grane       |
|            | IL Varegg              | 2:0       | SK Djerv              |
|            | Veblungsnes FK         | 1:4       | Kristiansund FK       |
|            | Verdal IL              | 5:3       | Steinkjer FK          |
|            | IL Vito                | 2:4       | Skeid Oslo            |
|            | Vålerenga Oslo         | 2:0       | Greåker IF            |
|            | Aalesunds FK           | 4:1       | Langevåg IL           |
|            | Ålgård FK              | 4:0       | SK Jarl               |
|            | Årstad IL              | 3:1       | Nymark IL             |

### Wiederholungsspiele
| Datum      |                | Ergebnis  |               |
| ---------- | -------------- | --------- | ------------- |
| ??.??.1949 | Flekkefjord FK | 3:0       | Klepp IL      |
|            | Nordnes IL     | 2:1 n. V. | SK Djerv 1919 |

## 2. Runde
| Datum      |                       | Ergebnis  |                     |
| ---------- | --------------------- | --------- | ------------------- |
| 03.07.1949 | AIK Lund              | 1:3       | SFK Lyn Oslo        |
|            | IF Borg               | 2:0       | Rjukan IL           |
|            | SBK Drafn             | 1:0       | IL Liull            |
|            | SK Falken             | 1:0       | Molde FK            |
|            | Flekkefjord FK        | 1:0       | Ålgård FK           |
|            | FK Fremad Lillehammer | 1:6       | FK Sparta Sarpsborg |
|            | Frigg Oslo FK         | 2:1       | Moss FK             |
|            | FK Gjøvik Lyn         | 1:3       | Drammens BK         |
|            | Hamar IL              | 0:1       | SK Freidig          |
|            | SK Hardy              | 0:4       | Årstad IL           |
|            | Kapp IF               | 1:1 n. V. | IF Birkebeineren    |
|            | Kristiansund FK       | 4:2       | Verdal IL           |
|            | FK Kvik Trondheim     | 5:2       | Clausenengen FK     |
|            | Larvik Turn           | 0:1       | Jevnaker IF         |
|            | SK Lillestrøm/Fram    | 0:6       | Fredrikstad FK      |
|            | Lisleby FK            | 1:2       | Sagene IF           |
|            | Mjøndalen IF          | 3:2       | Asker SK            |
|            | SK Nessegutten        | 1:0       | Ranheim IL          |
|            | Nordnes IL            | 1:2       | Brann Bergen        |
|            | Nærbø IL              | 01:2 1    | Stavanger IF        |
|            | Odds BK               | 2:1       | Kongsberg IF        |
|            | Sandefjord BK         | 5:1       | Stabæk IF           |
|            | Sarpsborg FK          | 3:2       | Geithus IL          |
|            | Selbak TIF            | 2:1       | SK Stag             |
|            | Skeid Oslo            | 6:1       | Rakkestad IF        |
|            | SK Snøgg              | 2:0       | FK Jerv             |
|            | Steinberg IF          | 0:1       | Fram Larvik         |
|            | SK Ulf                | 2:0       | IL Varegg           |
|            | Viking Stavanger      | 2:1       | Urædd FK            |
|            | Vålerenga Oslo        | 7:0       | Torp IF             |
|            | FK Ørn                | 3:1       | Kjelsås IL          |
|            | Aalesunds FK          | 3:2 n. V. | SK Mesna            |

### Wiederholungsspiele
| Datum      |                  | Ergebnis |          |
| ---------- | ---------------- | -------- | -------- |
| ??.07.1949 | IF Birkebeineren | 3:7      | Kapp IF  |
|            | Stavanger IF     | 5:1      | Nærbø IL |

## 3. Runde
| Datum      |                     | Ergebnis  |                   |
| ---------- | ------------------- | --------- | ----------------- |
| 31.07.1949 | FK Sparta Sarpsborg | 0:1       | Frigg Oslo FK     |
|            | Fredrikstad FK      | 2:0       | IF Borg           |
|            | Sagene IF           | 1:1 n. V. | Mjøndalen IF      |
|            | SFK Lyn Oslo        | 1:2       | Jevnaker IF       |
|            | Drammens BK         | 4:3       | Selbak TIF        |
|            | Kapp IF             | 1:4       | Vålerenga Oslo    |
|            | Fram Larvik         | 1:0       | SBK Drafn         |
|            | Odds BK             | 0:1       | Sarpsborg FK      |
|            | FK Ørn              | 5:1       | SK Snøgg          |
|            | Stavanger IF        | 1:1 n. V. | Sandefjord BK     |
|            | Brann Bergen        | 4:2       | Flekkefjord FK    |
|            | Årstad IL           | 1:3       | Skeid Oslo        |
|            | SK Ulf              | 2:1 n. V. | Viking Stavanger  |
|            | Kristiansund FK     | 4:3       | SK Falken         |
|            | Aalesunds FK        | 1:3       | FK Kvik Trondheim |
|            | SK Freidig          | 3:2       | SK Nessegutten    |

### Wiederholungsspiele
| Datum      |               | Ergebnis |              |
| ---------- | ------------- | -------- | ------------ |
| 10.08.1949 | Mjøndalen IF  | 2:1      | Sagene IF    |
|            | Sandefjord BK | 1:0      | Stavanger IF |

## 4. Runde
| Datum      |                   | Ergebnis  |                 |
| ---------- | ----------------- | --------- | --------------- |
| 28.08.1949 | Sarpsborg FK      | 8:1       | SK Ulf          |
|            | Frigg Oslo FK     | 2:0       | FK Ørn          |
|            | Skeid Oslo        | 8:0       | Kristiansund FK |
|            | Vålerenga Oslo    | 5:1       | Brann Bergen    |
|            | Jevnaker IF       | 1:0 n. V. | Fram Larvik     |
|            | Mjøndalen IF      | 1:1 n. V. | SK Freidig      |
|            | Sandefjord BK     | 2:3       | Drammens BK     |
|            | FK Kvik Trondheim | 0:1       | Fredrikstad FK  |

### Wiederholungsspiel
| Datum      |            | Ergebnis |              |
| ---------- | ---------- | -------- | ------------ |
| 11.09.1949 | SK Freidig | 1:2      | Mjøndalen IF |

## Viertelfinale
| Datum      |                | Ergebnis  |                |
| ---------- | -------------- | --------- | -------------- |
| 25.09.1949 | Jevnaker IF    | 1:1 n. V. | Vålerenga Oslo |
|            | Drammens BK    | 2:5 n. V. | Skeid Oslo     |
|            | Fredrikstad FK | 2:1       | Frigg Oslo FK  |
|            | Sarpsborg FK   | 3:1       | Mjøndalen IF   |

### Wiederholungsspiel
| Datum      |                | Ergebnis |             |
| ---------- | -------------- | -------- | ----------- |
| 02.10.1949 | Vålerenga Oslo | 3:1      | Jevnaker IF |

## Halbfinale
| Datum      |              | Ergebnis  |                |
| ---------- | ------------ | --------- | -------------- |
| 09.10.1949 | Skeid Oslo   | 2:2 n. V. | Fredrikstad FK |
|            | Sarpsborg FK | 1:0       | Vålerenga Oslo |

### Wiederholungsspiel
| Datum      |                | Ergebnis |            |
| ---------- | -------------- | -------- | ---------- |
| 16.10.1949 | Fredrikstad FK | 1:2      | Skeid Oslo |

## Finale
| Sarpsborg FK                                | Sarpsborg FK | Skeid Oslo | Skeid Oslo |
| ------------------------------------------- | --- | --- | ---------- |
| Sarpsborg FK                                | \| Finale \| \| 23. Oktober 1949 in Oslo (Ullevaal-Stadion) \| \| Ergebnis: 3:1 (0:1) \| \| Zuschauer: 36.000 \| \| Schiedsrichter: Gullik Hagajore \| \| Spielbericht \| | \| Finale \| \| 23. Oktober 1949 in Oslo (Ullevaal-Stadion) \| \| Ergebnis: 3:1 (0:1) \| \| Zuschauer: 36.000 \| \| Schiedsrichter: Gullik Hagajore \| \| Spielbericht \| | Skeid Oslo |
| Sarpsborg FK                                | Hjalmar Minge – Finn Moen, Olaf Johansen – Gunnar Hansen, Gunnar Eide, Einar Fredriksen – Arne Olsen, John Mathiesen, Villy Andresen, Harry Yven, Knut Andersen           | | Skeid Oslo |
| Sarpsborg FK                                | 1:1 Harry Yven (55.) 2:1 Knut Andersen (80.) 3:1 Arne Olsen (81.) | 0:1 Henry Mathiesen (25.) | Skeid Oslo |
| Finale                                      | | |            |
| 23. Oktober 1949 in Oslo (Ullevaal-Stadion) | | |            |
| Ergebnis: 3:1 (0:1)                         | | |            |
| Zuschauer: 36.000                           | | |            |
| Schiedsrichter: Gullik Hagajore             | | |            |
| Spielbericht                                | | |            |